# Gallamina
La gallamina (spesso impiegata nella sua forma di trietoioduro o triodoetilato) è un bloccante neuromuscolare non depolarizzante, utilizzata in ambito anestesiologico per determinare il rilassamento della muscolatura scheletrica, scoperta e sviluppata da Daniel Bovet nel 1947 e successivamente commercializzata in diversi paesi con il nome di Flaxedil.

## Caratteristiche chimico-fisiche
Il composto si presenta come una polvere igroscopica biancastra. Risulta facilmente solubile in acqua, solo leggermente solubile in etanolo, e sostanzialmente insolubile nel diclorometano.

## Farmacodinamica
La gallamina agisce in modo simile alla tubocurarina, legandosi ai recettori colinergici a livello della muscolatura bloccando competitivamente l'attività dell'acetilcolina.
La gallamina si caratterizza per un effetto parasimpaticolitico con blocco del nervo vago, il che a livello cardiaco può comportare la comparsa di tachicardia sinusale e, occasionalmente, di ipertensione e di un incremento dell'output cardiaco.
Non tutti i gruppi muscolari sono ugualmente sensibili e rispondono in modo simile all'azione della molecola. La muscolatura dell'occhio è particolarmente sensibile, e similmente i gruppi muscolari del collo, della mandibola, degli arti e dell'addome. Tra tutti i muscoli il diaframma risulta quello meno sensibile.
Il ricorso ad alti dosaggi di gallamina può determinare il rilascio di istamina.

## Farmacocinetica
Dopo somministrazione per via endovenosa gli effetti del composto compaiono entro 2 minuti e persistono fino a 40 minuti. L'eliminazione dall'organismo avviene tramite un processo di escrezione quasi esclusivamente attraverso l'emuntorio renale, come farmaco immodificato. L'azione della gallamina, contrariamente a quanto invece osservato con l'utilizzo di d-tubocurarina, non è soggetta ad alcun fenomeno di "resistenza" in pazienti con malattia epatica.
In letteratura è stata segnalata un significativo prolungamento dell'emivita di eliminazione del farmaco a causa di una riduzione della sua clearance in pazienti con insufficienza renale cronica.

## Usi clinici
Il composto viene utilizzato al fine di produrre il rilassamento della muscolatura scheletrica nel corso degli interventi chirurgici, facilitando così la gestione dei pazienti sottoposti a ventilazione meccanica.

## Effetti collaterali e indesiderati
In alcuni soggetti la gallamina può comportare tachicardia a causa della sua nota attività vagolitica. È stata anche segnalata la comparsa di reazioni anafilattoidi.

## Controindicazioni
La gallamina è controindicata nei soggetti con ipersensibilità nota al principio attivo e a molecole chimicamente correlate. È inoltre controindicata nei pazienti con miastenia grave, insufficienza renale e malattie cardiache che predispongono alla sviluppo di aritmie.

## Dosi terapeutiche
Il dosaggio del miorilassante deve essere aggiustato in base alla risposta del singolo paziente. In linea di massima nel soggetto adulto si infondono inizialmente tra 1 e 1,5 mg/kg di peso corporeo per via endovenosa seguiti quindi da 0,5–1 mg/kg, a seconda delle esigenze, ad intervalli di circa 40 minuti.
Nei bambini la dose è invece pari a 1,5 mg/kg in fase iniziale, seguiti poi da 0,5 mg/kg, a seconda di quanto richiesto dal paziente.
In pazienti che debbono essere sottoposti ad interventi di chirurgia cardiopolmonare sono state messe in evidenza modifiche della farmacocinetica che hanno comportato, di norma, una riduzione dei dosaggi utilizzati.

## Interazioni
- Streptomicina, neomicina, polimixina B, kanamicina, chinidina, propranololo e procainamide: possono prolungare sensibilmente l'effetto di gallamina.
- Etere e alotano: questi due composti potenziano l'azione della gallamina, così come quella di altre sostanze bloccanti neuromuscolari non-depolarizzanti. Indicativamente in caso di trattamento concomitante il dosaggio della gallamina deve essere ridotta di circa il 20% (e nel caso della co-somministrazione di etere fino al 40%).
- Farmaci diuretici (furosemide e sostanze tiazidiche) e agenti depletori di potassio: il concomitante utilizzo di gallamina e di questi composti può comportare un prolungato blocco neuromuscolare.